# Wronskien
En analyse mathématique, le wronskien, nommé ainsi en l'honneur de Josef Hoëné-Wronski, est le déterminant d'une famille de solutions d'un système différentiel linéaire homogène y' = ay. À l'aide du wronskien, il est possible de déterminer si cette famille constitue une base de l'espace des solutions. 
En outre, même sans aucune information sur les solutions, l'équation d'évolution du wronskien est connue. Ceci donne une information quantitative précieuse et offre même une stratégie de résolution pour certaines équations différentielles.
Le wronskien peut être également défini pour des équations différentielles linéaires d'ordre supérieur, puisqu'on peut les ramener à l'ordre 1. Il est notamment très utile à la résolution des équations différentielles linéaires homogènes scalaires d'ordre 2 : y" = ay' + by.

## Wronskien pour une équation scalaire d'ordre deux
Soit l'équation différentielle E : y" = ay' + by, dite linéaire homogène scalaire d'ordre 2 sous forme résolue, dans laquelle a et b sont des fonctions continues. 
Si x1 et x2 sont deux solutions de cette équation, leur wronskien est défini par

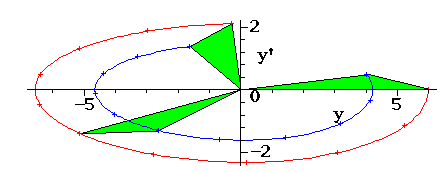
Exemple du pendule de longueur variable, sans amortissement.
L'équation est y" = –(2 + 0,4. cos t) y
En bleu et en rouge sont représentées deux solutions particulières, dans l'espace des phases. L'aire du triangle formé par les deux solutions reste constante au cours du temps

Alors qu'il n'est pas toujours possible d'exhiber une solution explicite de l'équation différentielle E, le wronskien peut être déterminé. Il satisfait l'équation d'évolution :
Il s'agit d'une équation différentielle linéaire homogène d'ordre 1. Le wronskien peut donc être calculé à l'aide d'une primitive A de a
où W0 est une constante dépendant des conditions initiales.
Le wronskien s'interprète comme une aire dans le plan (y, y') appelé espace des phases par les physiciens. Le terme a dans l'équation différentielle E est qualifié de terme d'amortissement. L'aire du triangle formé par les valeurs de deux solutions reste constante au cours du temps si le terme d'amortissement est nul, elle décroît de façon exponentielle s'il est strictement positif.

## Définition générale pour une équation vectorielle
On suppose que E est un espace vectoriel de dimension finie n, I un intervalle de ℝ et y' = ay une équation différentielle linéaire homogène sur E, avec a continue de I dans l'espace L(E) des endomorphismes de E. On note S l'espace solution, qui est un espace vectoriel de dimension n par le théorème de Cauchy-Lipschitz.
Soit y1, ... yn un système de n solutions de l'équation différentielle. On qualifie ce système de système fondamental de solutions quand il constitue une base de S.
On appelle wronskien de ce système le déterminant
Pour le calculer précisément, il faut spécifier une base de référence.
Par l'isomorphisme de conditions initiales, le wronskien est nul en un point si et seulement si le système de solutions est lié. En conséquence, si le wronskien s'annule en un point, il s'annule en tout point.

### Formule de Liouville
L'équation d'évolution du wronskien est
Le wronskien est donc connu à une constante multiplicative près :
Il apparaît notamment que le wronskien est soit toujours nul, soit jamais nul, ce qui confirme les observations du paragraphe précédent.
Connaissant n – 1 solutions indépendantes de l'équation, l'expression du wronskien peut être utilisée pour en déterminer une de plus et résoudre complètement l'équation.

### Équations scalaires d'ordren
On s'intéresse à l'équation
où les fonctions ai sont continues à valeurs réelles (ou complexes).
On sait que cette équation peut être ramenée à une équation du type précédent en prenant pour vecteur inconnu
Le wronskien d'un système de n solutions est alors défini par
Son équation d'évolution est 

## Référence
François Rouvière, Petit guide de calcul différentiel : à l'usage de la licence et de l'agrégation [détail des éditions]